# Tematínska lesostep
Tematínska lesostep je národní přírodní rezervace v katastrálním území obce Lúka v okrese Nové Mesto nad Váhom v Trenčínském kraji na Slovensku. Území bylo vyhlášeno v roce 1976 a jeho rozloha je 59,67 hektaru. Předmětem ochrany je významný krajinný prvek s mozaikou teplomilných a suchomilných panonských společenstev se společenstvy Západních Karpat.